# Château de Riniássa
Le château de Riniássa (grec moderne : Κάστρο Ῥινιάσας), initialement connu sous le nom de Thomókastro (grec moderne : Θωμόκαστρον, « Château de Thomas »), est une forteresse médiévale byzantine située sur la côte de l'Épire, près du village moderne de Rizá, à proximité de Préveza, en Grèce. Aujourd'hui, le château est en état de ruines.

## Histoire
Le château est construit (ou reconstruit) par Thomas Ier Comnène Doukas, despote d'Épire, au début du XIVe siècle, raison pour laquelle il est appelé Thomókastro (« Château de Thomas ») ou « Château des Despotes ». En 1463, il est conquis par l'Empire ottoman, avant d'être libéré des Turcs, comme le reste de l'Épire grecque, au cours du XXe siècle,,.